# 新莊副都心

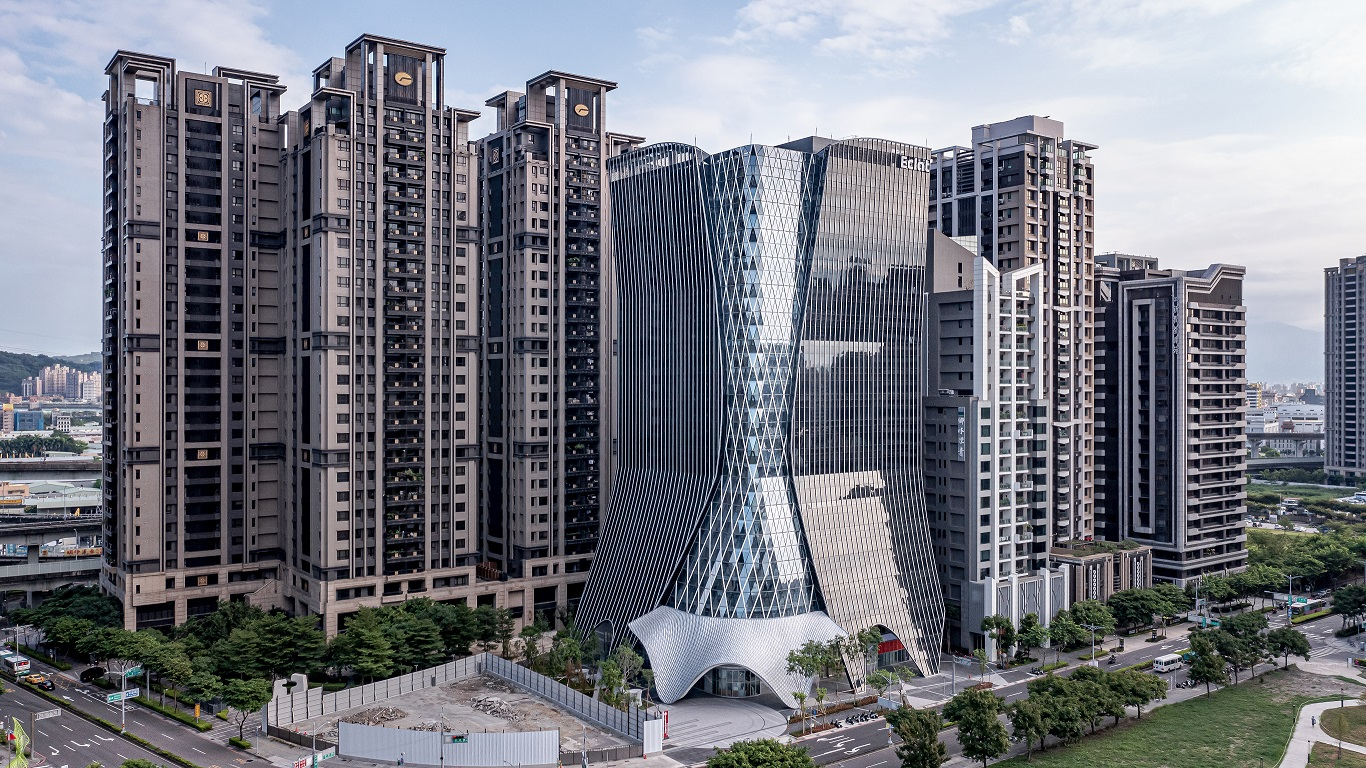
新莊副都心高樓商辦

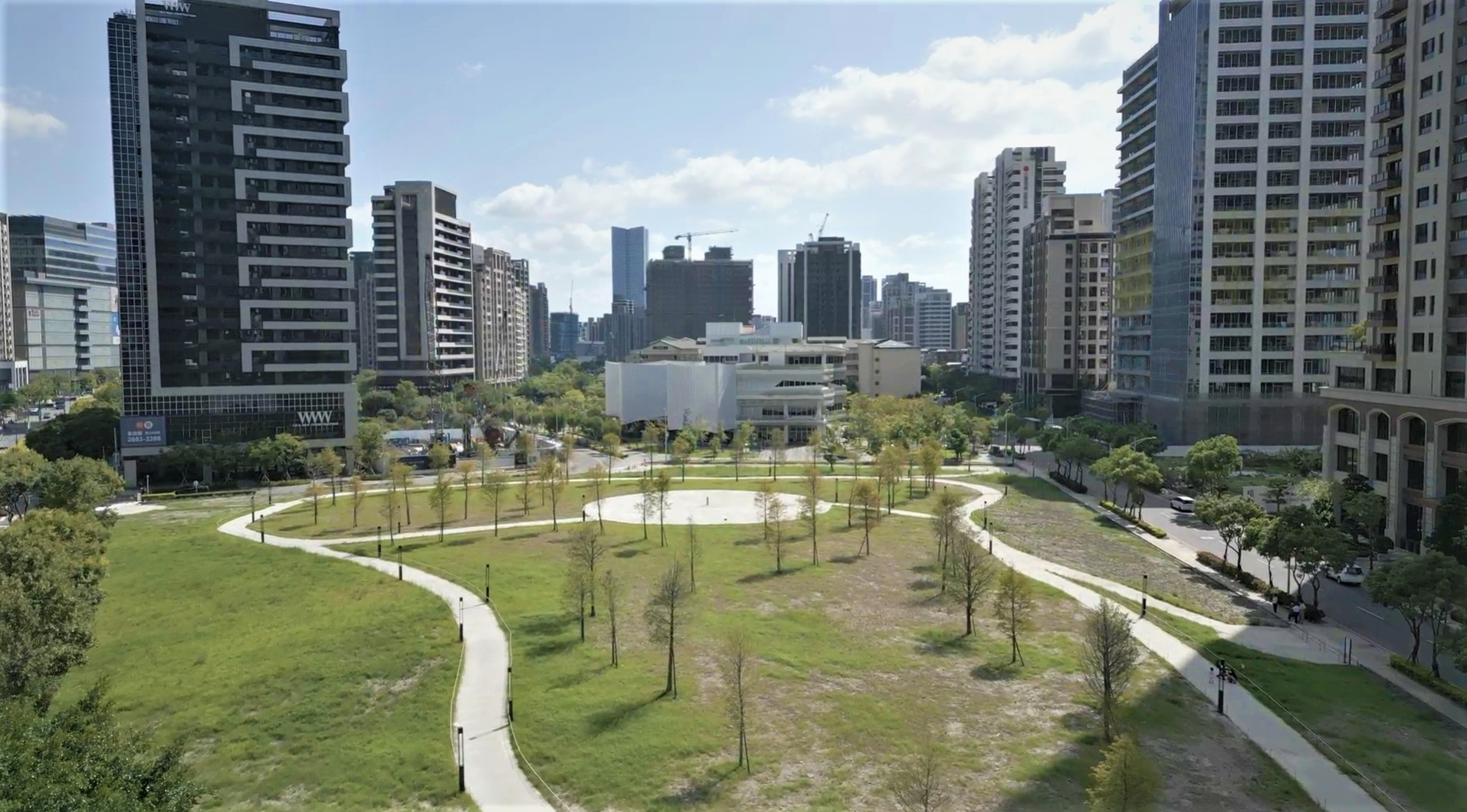
新莊副都心街景

新莊副都心，全稱為「新莊副都市中心地區」，是位於臺灣新北市新莊區北側以商業機能為主的國家級重劃區，也是以日本東京新宿副都心為藍圖的國土計畫溪北都心的核心商業區。其範圍為新莊區的特二號道路以東、思源路以西、新北大道以南、中原路以北。新北市政府希望透過發展新莊副都心，降低新北市對台北市依賴，與板橋區相輔相成，成為跨越大漢溪兩岸之雙子城市，並提供新莊區、五股區、泰山區共同生活圈所需之都市機能。
新莊副都心周圍連結頭前重劃區、新莊北側知識產業園區、塭仔圳重劃區，形成新北市的居住、商業及產業結合的「黃金三磚」。

## 發展背景
新莊副都心與中港大排過去幾乎都是沼澤，因地勢低窪，暴雨時只能靠巷道兩旁的側溝宣洩排至中港路後段的低窪地區，也就是今日副都心一帶，再北流與大窠坑溪會合後排入二重疏洪道。隨著大台北地區水利建設的逐漸完備，臺北縣政府將新莊區北部一帶原作為滯洪用途的地區解除洪水管制，重劃為新興的都市核心。1990年代，新莊將工廠遷移至五股、桃園等外緣的工業地區，逐漸跳脫早期工業區的刻板印象，產業進行調整也造成都市計畫改變。中港大排周遭地區相對於臺北市較低的房價，配合新莊大規模的都市重劃與副都心開發，出現一波新的移民潮，使得中港大橋周圍與副都心地區地景產生巨大改變。
因參考日本東京新宿副都心而計畫的新莊副都心長期願景在提供新莊周邊區域所需之都市機能，型塑成具自主性如日本惠比寿的衛星城市，並與板橋新都心相輔相成，期能藉此提昇新北市中心商業機能，降低對台北市中心商業區之依賴。新北市政府於2010年將新莊副都心所有公共區域外的商業區與住宅區土地全數脫標，交由民間建商與私人企業開始投資建設，被視為副都心開始發展的里程碑。

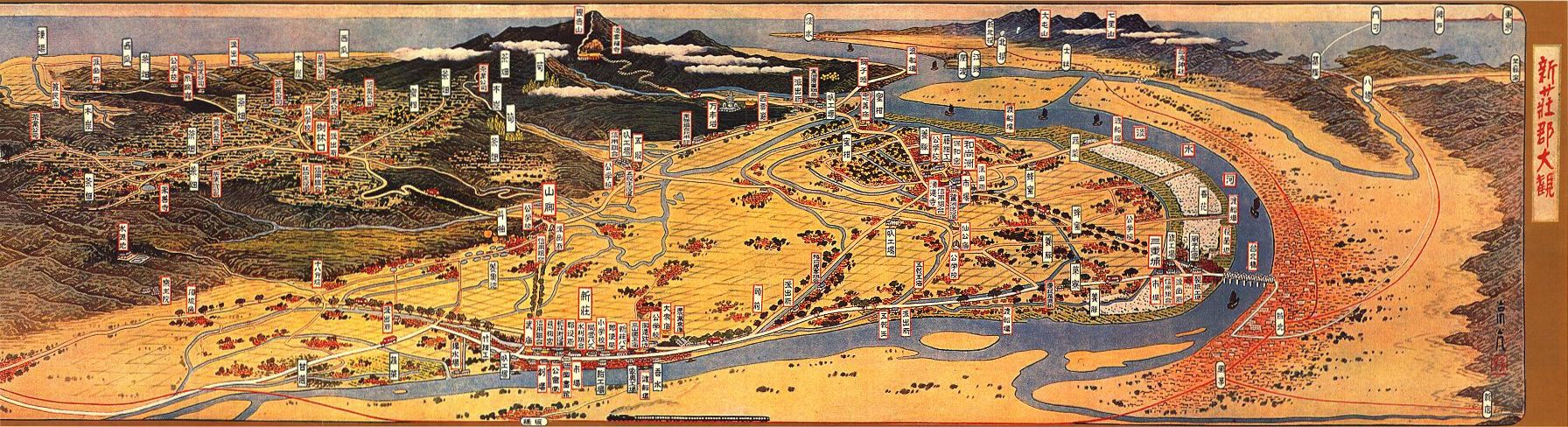
日治時期所繪製的新莊郡示意地圖

## 重劃範圍

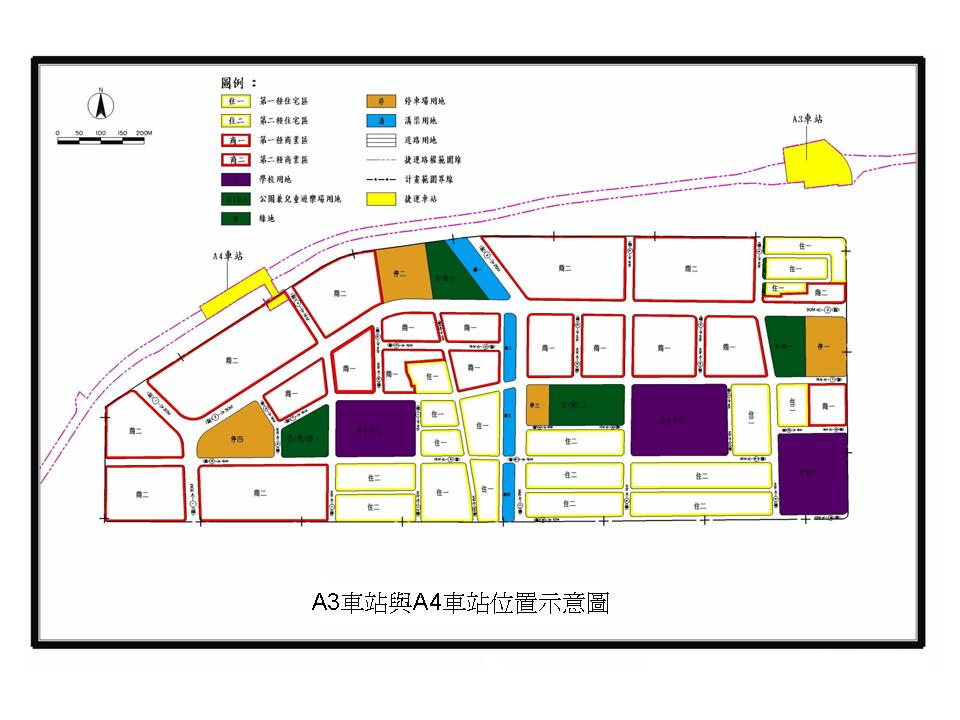
重劃區規劃

新莊副都心位於新莊都市計畫區內，東至思源路西側道路境界線，南至中原路現況十五公尺道路北界，北至中山路(台一號省道南側道路境界線，西與新莊都市計畫(塭仔圳地區)細部計畫區相銜接， 行政區域包含中原里、中隆里、昌平里，計畫面積100.287公頃。

## 開發進度
區內北側一帶的精華商業區，主要由宏匯集團、遠雄集團、寶佳機構、宏普建設、中悅機構、元利機構、興富發建設、大陸工程、太子建設、皇翔建設、聯邦集團、宏泰集團、鄉林建設、麗寶建設、三發地產進行商業或住宅開發。
副都心內有行政院新莊聯合辦公大樓、國家電影及視聽文化中心、新莊北側知識產業園區、新莊Au捷運商城及中港大排河廊改造等政府與民間合作重大建設，根據新北市政府說法，已成功吸引前瞻技術研發企業營運總部的進駐，並且不斷在招商中。自2020年來，新莊副都心商辦需求開始上升，中悦、麗寶、佳能、四零四、儒鴻、勤誠興業等企業在買地興建總部，投資額超過400億元新台幣。

## 交通
新莊副都心被媒體認為有3高3快2捷運的交通路網，可以銜接中山高、五股楊梅高架道路以及汐止五股高架道路。快速道路包括台一線、特一快與特二快等主要道路。新莊副都心北側設有兩座捷運站，分別是新莊副都心站以及新北產業園區站，未來新北產業園區站將延伸出環狀線北環段，且與文湖線、深坑輕軌、蘆洲線、五股泰山輕軌、淡水線接軌，舒緩搭捷運通勤的時間及車流。新莊副都心區內主要公車站多在外圍的中央路、中原路、思源路上進行搭乘，公車發車量多，可以透過公車前往內湖、中正、信義、南港等地。

### 主要道路
- 新北大道：目前是台1線（原中山路），但由於鋪設較中正路為晚，故當時居民稱之為「第二省道」，簡稱「二省道」。是新莊區北邊的主要道路，也是副都心重劃區和頭前重劃區北側主要道路之一，用以紓解中正路車流。新北大道分別於副都心重劃區旁與丹鳳地區屬新莊區管轄，中間部分路段屬鄰近的泰山區管轄，桃園機場捷運通過本路上方。
- 思源路：原來為南北向路幅寬闊50米林蔭大道，南接大漢橋通往板橋區，北接五工路通往新北產業園區。原為新北市特一號道路，目前為市道106甲線，環狀線通過本路上方，台北醫院亦在本路上。
- 中環路：台65快速道路高架橋的地上平面道路。
- 中央路：位於副都心重劃區內新闢30米道路，為副都心重劃區內主要道路之一。
- 中原路：位於副都心重劃區旁，最寬處為25米而部分道路仍待拓寬，尤連接之中原東路僅15米。
- 中華路：旁邊為中港大排，是近年來新莊新闢的中港綠堤，原位於復興路與中原路之間，後將安寧街納入成為一段，原路段則編為二段，後新闢往中山路方向為三段。
- 中平路：被稱為新莊文教區，行政院新莊大樓、新莊高中、新莊文藝中心及家樂福都在本路上。
- 中港路：位於中港厝而得名，為新莊最早的南北向道路。

### 捷運交通
台北捷運
- 環狀線：新北產業園區站

桃園捷運

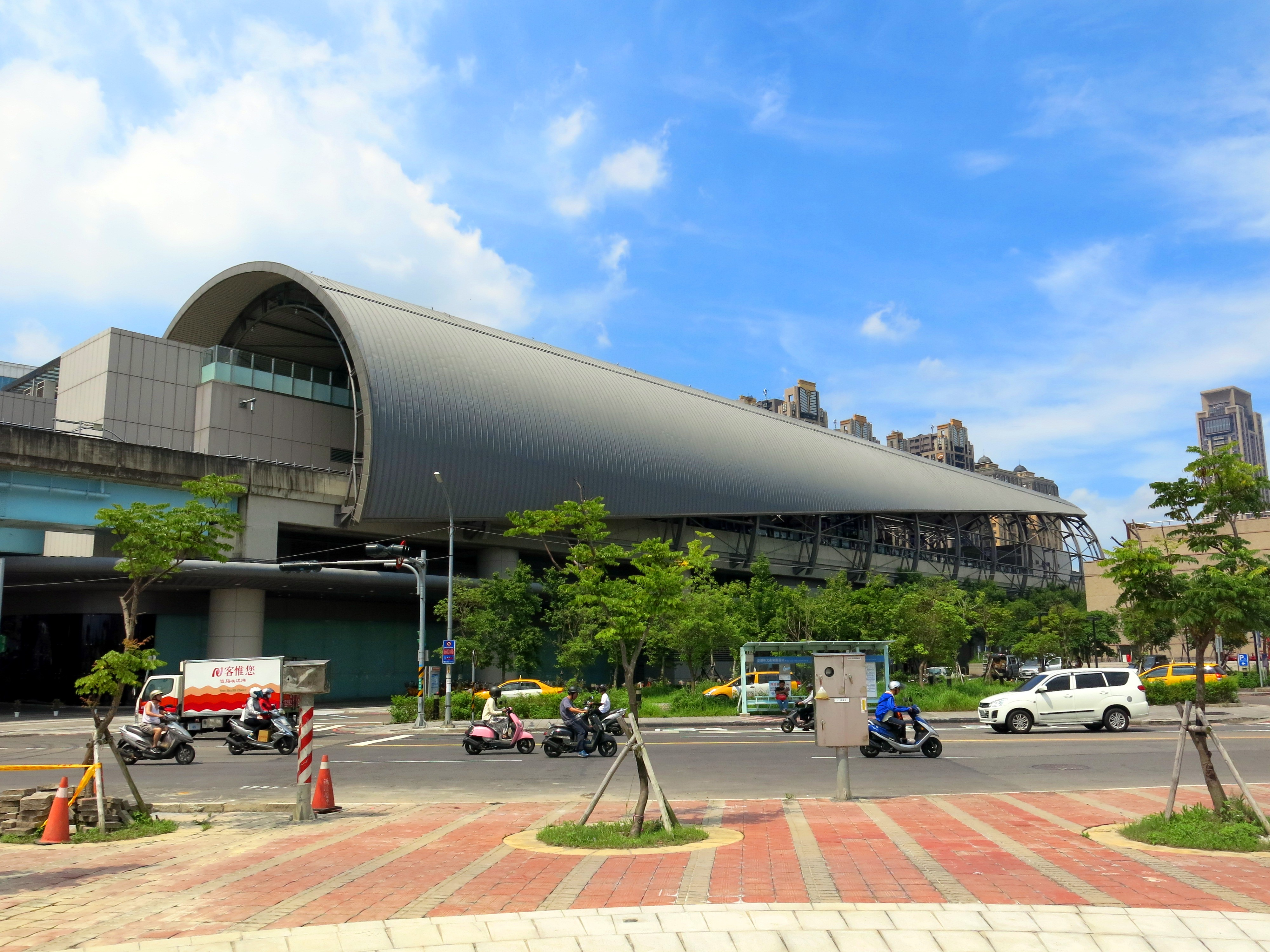
新北產業園區站

- 機場線：新北產業園區站 - 新莊副都心站

### 省道
- 台64線
- 台65線
- 台1線

## 區域建設

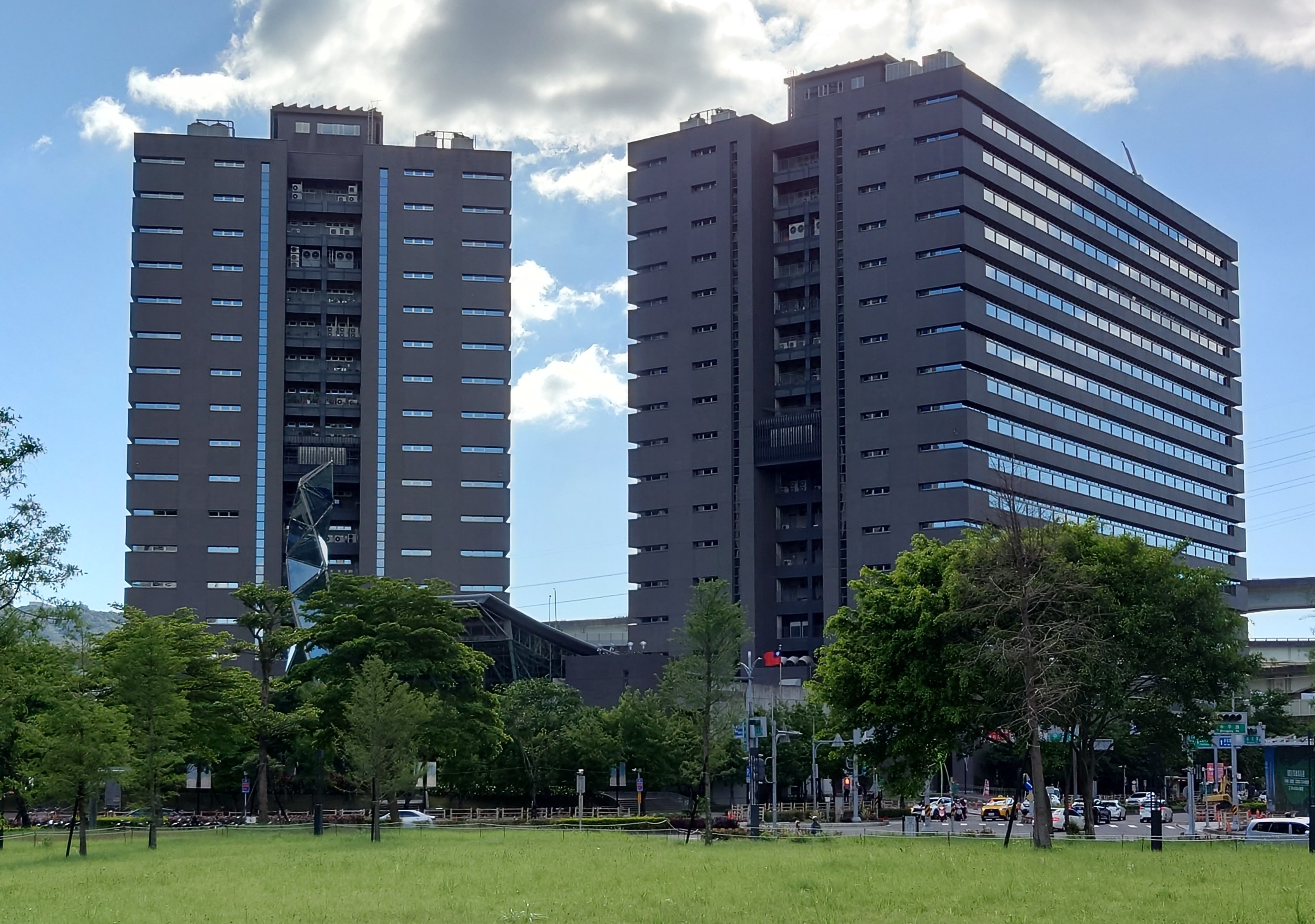
行政院新莊聯合辦公大樓

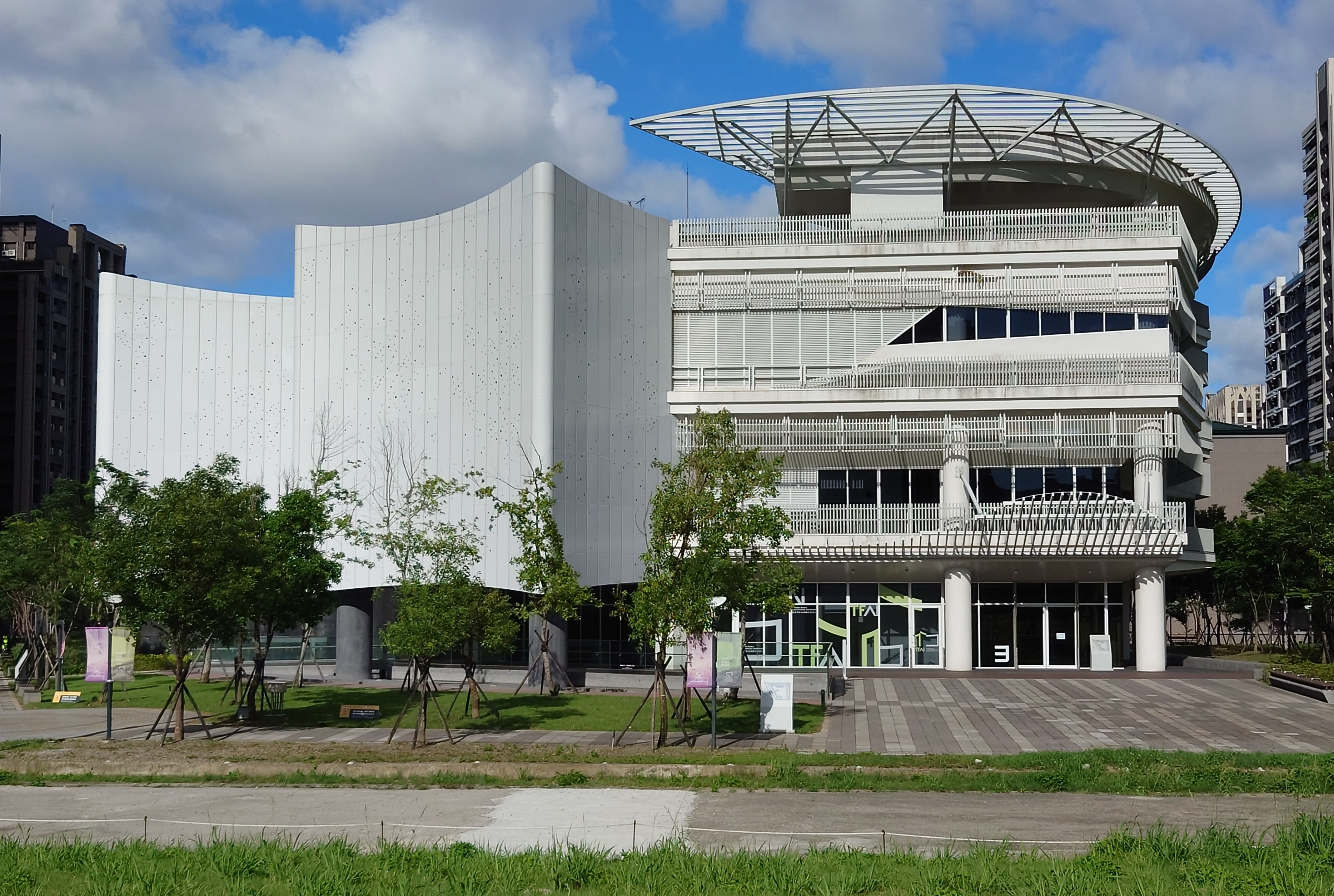
國家電影及視聽文化中心

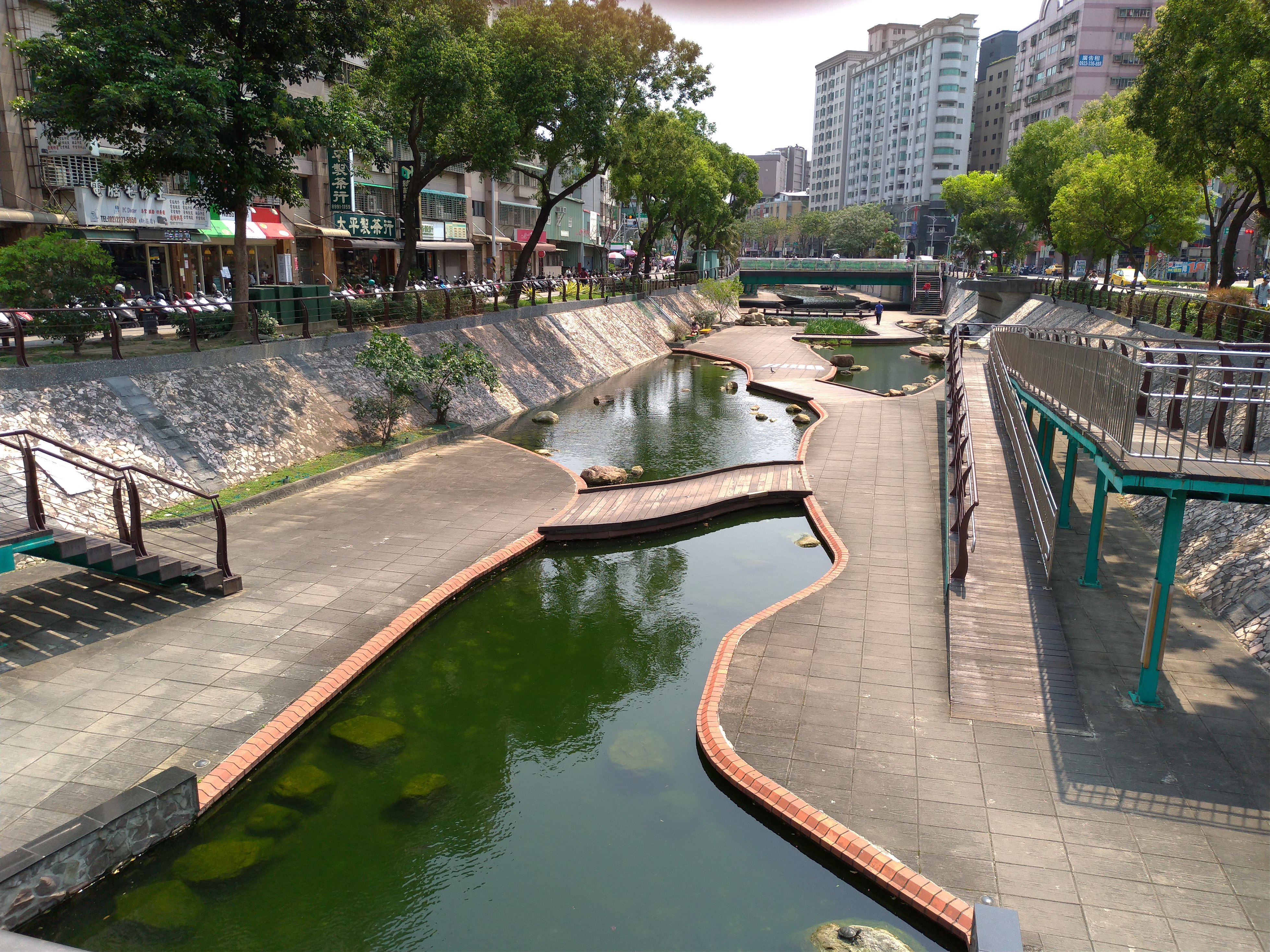
中港大排

### 行政院公共建設
- 行政院新莊聯合辦公大樓
- 國家電影及視聽文化中心
- 國家電影文化園區二期（規劃中）

### 新北市政府公共建設
- 中港大排河廊改造計畫
- 塭仔底溼地公園
- A3長途客運轉運站（審議中）[4]
- 環狀線新北產業園區站土地開發案（招商中） [5]

### 購物商場
- 宏匯廣場
- 晶冠廣場（位於新北知識園區）

### 飯店與餐廳
- 新莊凱悅嘉軒酒店
- 炎洲喜來登大飯店（興建中）
- 百邑建設中央路飯店案（興建中）
- 新莊典華
- 饗饗

### 企業商辦
- 宏匯i-Tower
- 中悅IFC企業總部
- 佳能企業總部
- 儒鴻企業總部
- 麗寶集團總部（興建中）
- 中悅中央商貿中心（興建中）
- 中悅置地廣場（興建中）
- 中悅CBD時代廣場（興建中）
- 竹城建設中央路商辦大樓（興建中）[6]
- 四零四科技總部（規劃中）
- 西勝集團總部（規劃中）

## 主要建築及高層建築列表

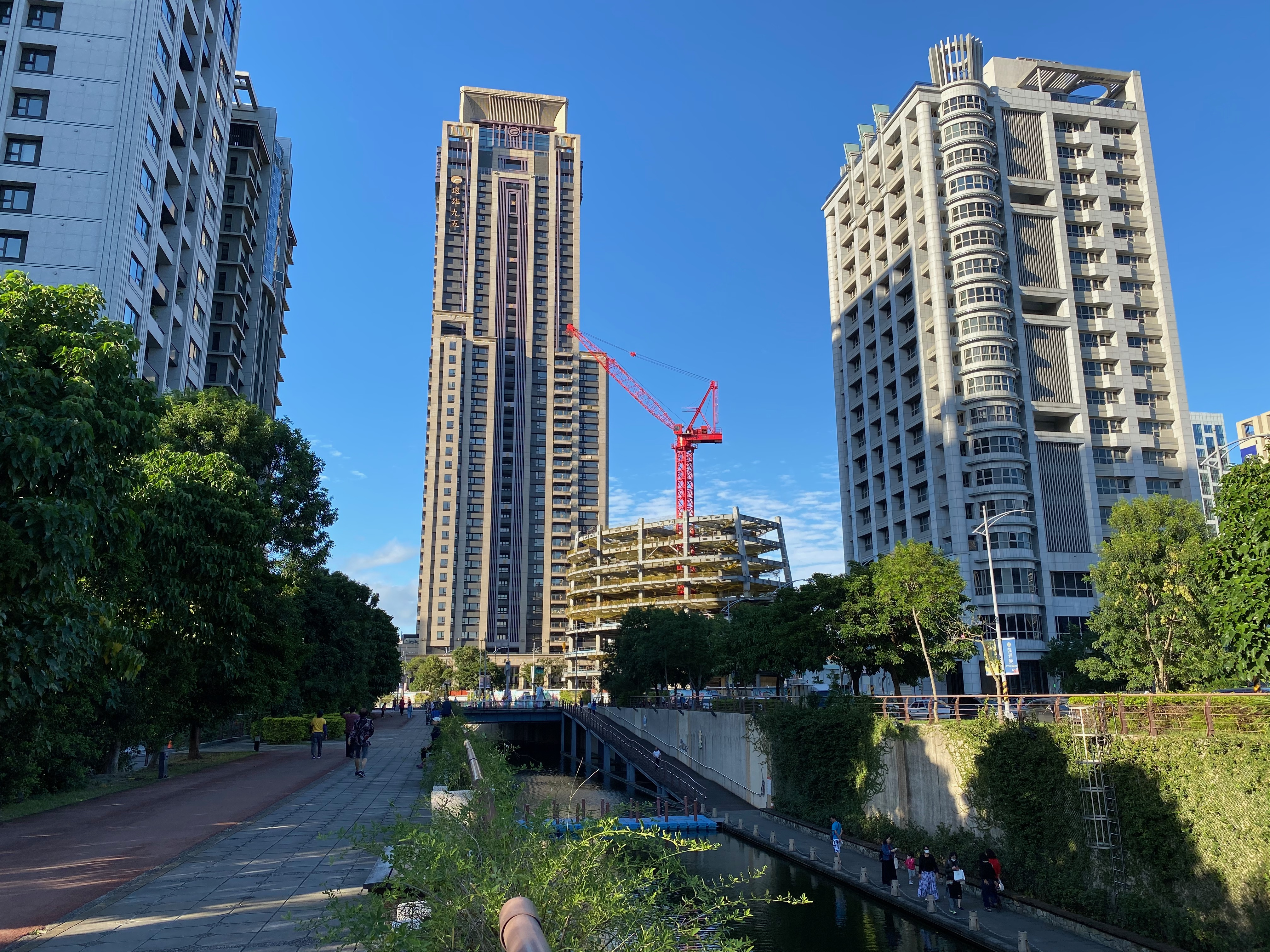
遠雄九五

新莊副都心地區是新莊區乃至於新北市溪北地區，高層建築最為集中的地區之一，其中地標性建築為遠雄集團的遠雄九五與宏匯i-Tower，兩棟建物皆超過180公尺高度。副都心高層建築多集中北側商業區，尤其以遠雄集團的建築最多，功能多為住宅與事務所混合大樓。興富發、麗寶、中悅也有少數高層建築，配合未來中悅集團的商辦政策，中悅預計推出兩棟超過百米的商業大樓，為副都心添加商業與辦公機能。

### 已完工
| 新排名 | 建築名稱     | 高度（米） | 樓層 | 建築用途 | 行政區 | 完工年份 |
| ------ | ------------ | ---------- | ---- | -------- | ------ | -------- |
| 1      | 遠雄九五     | 184.3      | 42   | 住宅     | 新莊區 | 2018     |
| 2      | 中悅IFC      | 120.8      | 30   | 混合     | 新莊區 | 2019     |
| 3      | 遠雄國都     | 117.85     | 28   | 住宅     | 新莊區 | 2015     |
| 4      | 遠雄國匯     | 117.85     | 28   | 住宅     | 新莊區 | 2015     |
| 5      | 遠雄中央公園 | 113.2      | 26   | 住宅     | 新莊區 | 2013     |
| 6      | 遠雄新宿     | 111.3      | 27   | 住宅     | 新莊區 | 2016     |
| 7      | 中央星鑽     | 110.4      | 27   | 住宅     | 新莊區 | 2018     |
| 8      | 遠雄巴黎公園 | 109.7      | 25   | 住宅     | 新莊區 | 2014     |
| 9      | 新富邑       | 108.65     | 28   | 住宅     | 新莊區 | 2013     |
| 10     | 遠雄海德公園 | 104.3      | 25   | 住宅     | 新莊區 | 2014     |

### 興建中
| 新排名 | 建築名稱         | 高度（米） | 樓層 | 建築用途 | 行政區 | 完工年份 |
| ------ | ---------------- | ---------- | ---- | -------- | ------ | -------- |
| 1      | 宏匯i-Tower      | 180.6      | 39   | 混合     | 新莊區 | 2022     |
| 2      | 中悅CBD時代廣場  | 128.7      | 29   | 辦公     | 新莊區 | 2024     |
| 3      | 興富發商辦       | 119.35     | 29   | 辦公     | 新莊區 | 未定     |
| 4      | 中悅壇悅         | 114.50     | 30   | 住宅     | 新莊區 | 2021     |
| 5      | 元興建設中央路案 | 112.4      | 28   | 辦公     | 新莊區 | 未定     |